# عبد الرحمن بن محمد السدحان
عبد الرحمن بن محمد بن عبد الله السدحان (ولد في أبها 1361هـ) كاتب سعودي ومستشار في الديوان الملكي السعودي بمرتبة وزير من ديسمبر 2016، وشغل قبلها منصب الأمين العام لمجلس الوزراء السعودي منذ 1426/3/2هـ (11 أبريل 2005م). يكتب زاوية (الرئة الثالثة) في جريدة الجزيرة السعودية، وصدرت سيرته الذاتية بعنوان (قطرات من سحائب الذكرى).

## بروفايل
- من قبيلة بني زيد المنحدرة من قضاعة قحطان.
- أبصر عبد الرحمن السدحان النور عند هضبة قريبة من الغيم.

- نصفه جنوبي من أم عسيرية، والآخر نجدي من والده الذي رحل من نجد إلى عسير محملا من الملك المؤسس عبد العزيز بن عبد الرحمن برسالة إلى حليفه في ذلك الزمن عبد الوهاب أبو ملحه، واستقر بعد أن راق له مناخ التجارة وأهل الدار فاختار السكن والزواج.

- تقلبت حياة الطفل عبد الرحمن السدحان بين المدرسة البسيطة في أبها المطلة على ساحة البحار، وانتقال أبيه إلى جازان. وخاض في بواكير حياته رحلات مغموسة في كأس الألم والشقاء، تارة على ظهر جمل إلى جازان، وأخرى في سيارة البريد إلى الطائف التي كانت بوابة لحياة جديدة انطلقت لتشكل منعطفا جديدا في حياته. مر بمكة المكرمة، فجدة، ومنها إلى جازان، فالاستقرار مرة أخرى في عروس البحر الأحمر، وفجأة إلى زحلة اللبنانية ليقضي عاما دراسيا كاملا.

- انتقل الأب التاجر من قوافل الترحال إلى الاستقرار في العاصمة، وحمل العتاد والأولاد في رحلة إناخة ركاب البحث عن العيش، ومنها كانت رحلة الفتى الفطن الذي حصد التميز، حتى اختارته وزارة المعارف في ذلك العهد ليكون من طلائع المبتعثين إلى الولايات المتحدة الأمريكية التي يصفها في كتاب سيرته الذاتية «قطرات من سحائب الذكرى» (مكتبة العبيكان ـــ 1427هـ، 2006م)، بأنها ولادة جديدة في حياته.

- تقلب الشاب عبد الرحمن السدحان بعد عودته مؤهلا في الإدارة من جامعة جنوب كاليفورنيا بدرجتي البكالوريوس والماجستير في زمن بدايات تشكيل لبنات التنمية في البلاد، فشغل في مواقع إدارية عدة، مفتخرا بتجاربه التي بدأت من مزرعة جده لأمه مزارعا وراعيا للغنم وبائعا مع زوج أمه، حتى غدا الطفل الذي كان يبني أحلامه بأحجار المرو برفقة الأغنام على التلال ثم قائدا للجهاز التنفيذي في مجلس الوزراء أمينا عاما.

## المؤهلات العلمية
- بكالوريوس إدارة، جامعة كاليفورنيا مع مرتبة الشرف عام 1968م .
- ماجستير إدارة جامعة كاليفورنيا مع مرتبة الشرف عام 1970م .

## الخبرات العملية
- أمين عام مجلس الوزراء منذ 2/3/1426هـ
- نائب للأمين العام لمجلس الوزراء منذ1/5/1416هـ حتى 1/3/1426هـ
- أمين عام لمجلس الخدمة المدنية منذ 2 رمضان 1397هـ وحتى 29/4/1416هـ
- مستشار إدارى بديوان رئاسة مجلس الوزراء بدءاً من غرة محرم 1396هـ حتى منتصف عام 1397هـ
- معهد الإدارة العامة للفترة من 1390هـ حتى نهاية 1395هـ، وتولى خلالها الأعمال التالية :
- محاضر في الإدارة والعلاقات الإنسانية .
- سكرتير اللجنة العليا للإصلاح الإدارى (1391هـ -1395هـ)
- مدير البحوث والاستشارات (1393هـ - 1395هـ)
- عضو قى لجنة تحرير مجلة الإدارة العامة .
- شارك خلال فترة وجوده في المعهد في العديد من المؤتمرات المحلية والإقليمية والدولية، ذات العلاقة بمجال الاختصاص .

## ثقافته
اهتم السدحان بالقراءة والبحث منذ وقت مبكر، فتابع المشهد الأدبي والثقافي في المملكة العربية السعودية وعلى المستة ى العربي والغربي بحكم دراسته في الخارج. ارتبط في وقت مبكر بالصحافة في المنطقة الشرقية والوسطى، فكتب في صحف منها:
- أخبار الظهران.
- اليمامة.
- الجزيرة.

وكان أسلوبه مبني على البساطة والوضوح كما يظهر في قوله" ( وإنني بوجه عام أطرح فيما أكتب مواقف وآراء تمس الهم الإنساني أو تتحدث عن خصائص النفس الإنسانية وإرهاصاتها على نحو لا يحرج أحدًا أو يجرحه أو يشهر به).

### مؤلفاته
1. هل المؤسسات العامة بديلة للدولة أم وسيلة لها؟
2. هواجس بيروقراطية.
3. كي لا نحرث في البحر.
4. قطرات من سحائب الذكرى.
5. ليس بالنفط وحده نحيا.
6. فصول موجزة في الإدارة والتنمية.
7. سُئلت فأجبت.
8. رسائل وطنية بنكهة العطر.[7]

## وصلات خارجية
- الأمين العام لمجلس الوزراء يقول : في يوم الاثنين أنا "أم العروس" ... والمشاكسة مع بعض الوزراء تسير في اتجاهين . عبد الرحمن السدحان : كنا بخير قبل نشوء لوثة "الغلو الديني" (22 أبريل 2008)